# 加布里埃勒·泰基尼
加布里埃勒·泰基尼（義大利語：Gabriele Tarquini，1962年3月2日—），是一位意大利賽車手，目前參加世界房車杯賽事。他曾經先後參予一級方程式、英國房車錦標賽、歐洲房車錦標賽及世界房車錦標賽等國際級賽事。

## 賽車生涯
泰基尼在1962年於意大利朱利亞諾瓦出生，8歲時就開始在他父親的卡丁車道上開始了比賽。在贏得世界、歐洲和意大利卡丁車比賽冠軍後，他前往羅馬城外的瓦勒倫加（Vallelunga）賽車學校學習賽車駕駛，之後開始參加三級方程式大賽。泰基尼在超過三個賽季的F3000賽車大賽中都取得了最優異的方程式比賽成績。

### 一級方程式
但泰基尼首次亮相一級方程式錦標賽是在1987年的意大利伊莫拉的聖馬利諾格蘭披治大賽中。1988年，他加入Coloni一級方程式車隊，但卻是個災難。1989年，他代替受傷的斯特雷夫（Philippe Streiff）為AGS車隊出戰，在三個回合後位列前十名。代表那些預算相對較少的車隊參加F1賽事並未幫助泰基尼取得出色的成績。但對於那些時日他並不後悔，他說自己學到了很多。“我開始參加方程式比賽時就夢想成為F1車手。當我終於得到機會時，我的目標就是盡最大的努力拿出最好的表現，”他說。 “冼拿、柏齊斯、羅斯保、阿布力圖奪冠的那些比賽我也參加了。我很享受比賽，但回頭看看，我從來沒有在正確的時刻駕駛正確的賽車。大多時候，車隊根本沒什麼錢。” “車隊找我比賽是因為我駕車速度快。他們希望我能取得好成績，然後就會有贊助，但結果一直都不理想。”1992年，他的F1賽車生涯結束，他與寶馬簽約在意大利房車錦標賽中出戰。

### 房車賽
2008年FIA世界房车锦标赛，澳门是该赛事今年最后一站，由于在前十一站中效力SEAT车队的法国车手伊云．梅拿(YvanMuller)及队友泰基尼积分遥遥领先，总冠军将在两人中间产生已无悬念。在下午的两轮赛事中，伊云．梅拿表现稳定，分获第二和第三名，不出意料地夺得年度总冠军。
47歲的他在2009年澳門世界房車錦標賽上折桂，成為賽車史上年齡最大的國際汽聯錦標賽冠軍。 “參賽25年後，我終於取得了冠軍，那種感覺太棒了，”他和隊友蒙迪路（Tiago Monteiro）已經和本田車隊續約至2014賽季。 他效力的SEAT車隊也獲得冠軍製造商錦標。
2011年8月，加布里埃勒·泰基尼加盟 Volvo Polestar 車隊，並於稍後時間出戰北歐地區的 STCC 錦標賽。
2014年11月16日，世界房車錦標賽收官戰澳門東望洋大賽首回合，已經奪得總冠軍的阿根廷車手盧佩，於排頭位出賽下，領先全場贏得冠軍，第二是匈牙利車手米捷利斯，季軍為意大利車手泰基尼。
2018年11月18日，房車世界盃在澳門進行，在第二回合受葡京彎事故影響而未能完賽的泰基尼，重新振作展開第三回合的角逐，並成功避開首圈時在同一彎角發生的意外事故，晉升至第九位。最後以第10名完成第三回合賽事，成為第一屆國際汽聯房車世界盃年度總冠軍。 泰基尼在賽後記者會表示非常開心取得獎項，他更提到自己9年前曾想過退出比賽，幸好自己當時放棄了這個念頭，所以今日才能取得這樣的好成績，成就更好的自己。
2019年房車世界盃澳門站練習賽中，意大利車手泰基尼失控撞向摩囉園，賽會即時出示紅旗暫停賽事。
2021年11月5日，泰基尼宣佈在2021年世界房車盃賽季之後會退休。